# Ɗ
Cette page contient des caractères spéciaux ou non latins. S’ils s’affichent mal (▯, ?, etc.), consultez la page d’aide Unicode.
Ɗ (minuscule ɗ), appelé D crocheté ou D crosse, est une lettre additionnelle qui est utilisée dans l'écriture de certaines langues africaines, comme le barma, le haoussa, le kakabé, le masa, le moundang, le l’ouldémé, le pagibete, le peul, le shimaore, le tera ou le wamey. Il est aussi utilisé en emberá chamí en Colombie et en nobonob en Papouasie-Nouvelle-Guinée. Sa forme minuscule est également utilisée par l'alphabet phonétique international.

## Linguistique
Ɗ représente une consonne occlusive injective alvéolaire voisée (précisément décrite par [ɗ] dans l'alphabet phonétique international).

## Représentations informatiques
Le D crosse possède les représentations Unicode suivantes :
| formes    | représentations | chaînes de caractères | points de code | descriptions                     |
| --------- | --------------- | --------------------- | -------------- | -------------------------------- |
| capitale  | Ɗ               | Ɗ                     | U+018A         | lettre capitale latine d crosse  |
| minuscule | ɗ               | ɗ                     | U+0257         | lettre minuscule latine d crosse |